# Grób wodza z Hochdorf

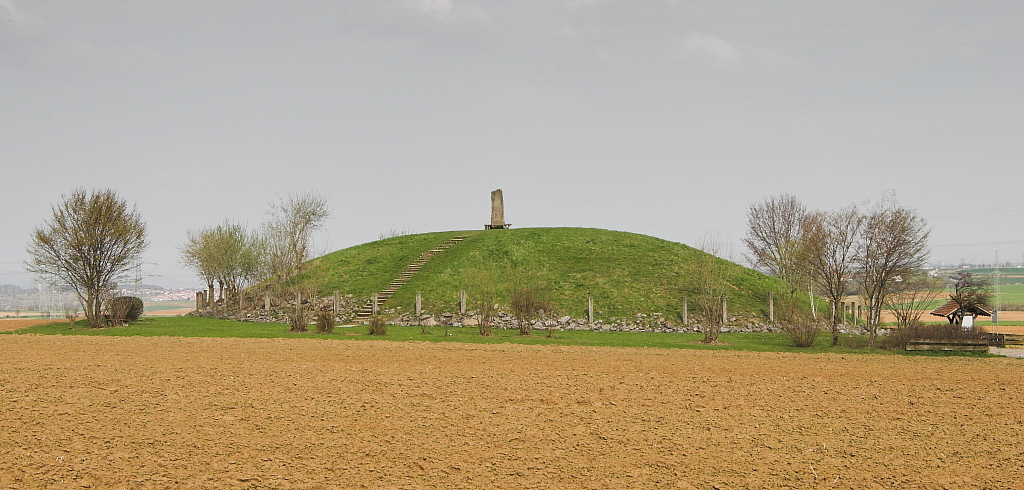
Widok na zrekonstruowany kopiec grobowy

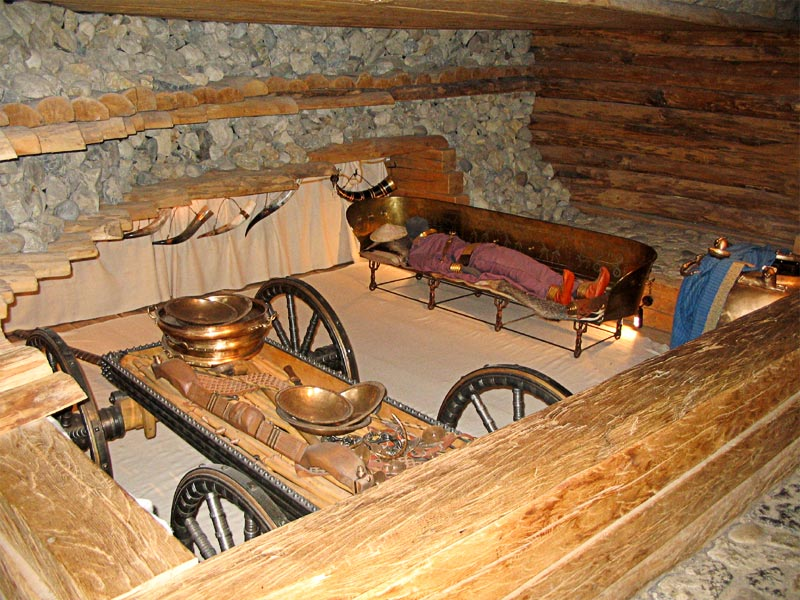
Zrekonstruowana komora grobowa w Muzeum Celtyckim

Grób wodza celtyckiego – stanowisko archeologiczne położone w gminie Hochdorf an der Enz w Eberdingen w Niemczech. W roku 1977 został tu znaleziony bogaty grób wodza celtyckiego datowany na VI wiek p.n.e. (okres kultury halsztackiej). Wykopaliska trwały w latach 1978-1979.
Poniżej kopca, o wysokości 6 i średnicy 60 metrów, odkryto szyb grobowy z dwoma komorami grobowymi (wewnętrzna i zewnętrzna). W wewnętrznej komorze znajdowały się szczątki mężczyzny w wieku 30-40 lat, o wzroście około 1,8 metra. Spoczywały one na łożu z brązu, podpieranym przez osiem figur kobiet z wyciągniętymi ramionami, również wykonanych z brązu. Mężczyzna na głowie miał stożkowaty kapelusz z kory brzozowej, złoty naszyjnik. Ubranie i buty zdobione były złotymi paskami.
Na wyposażenie grobu składały się również:
- brązowy kociołek pochodzący z greckiej kolonii położonej na półwyspie Apenińskim;
- drewniany wóz obity żelazem o czterech kołach z 10 szprychami każde;
- 9 naczyń do picia w kształcie rogów